# Nemastomella monchiquensis
Espèce
Synonymes
- Nemastoma monchiquense  Kraus, 1961

Nemastomella monchiquensis est une espèce d'opilions dyspnois de la famille des Nemastomatidae.

## Distribution
Cette espèce est endémique d'Algarve au Portugal. Elle se rencontre dans la Serra de Monchique.

## Description
La femelle holotype mesure 1,87 mm.

## Systématique et taxinomie
Cette espèce a été décrite sous le protonyme Nemastoma monchiquense  par Kraus en 1961. Elle est placée dans le genre Nemastomella par Schönhofer en 2013.

## Étymologie
Son nom d'espèce, composé de monchiqu[e] et du suffixe latin -ensis, « qui vit dans, qui habite », lui a été donné en référence au lieu de sa découverte, la Serra de Monchique.

## Publication originale
- Kraus, 1961 : « Die Weberknechte der Iberischen Halbinsel (Arach., Opiliones). » Senckenbergiana biologica, vol. 42, p. 331–363.